# Anthoscopus musculus
Chapim-do-algodão-etíope ou pássaro-do-algodão-murino (Anthoscopus musculus) é uma espécie de ave da família Remizidae.
Pode ser encontrada nos seguintes países: Etiópia, Quénia, Somália, Sudão, Tanzânia e Uganda.
Os seus habitats naturais são: savanas áridas e matagal árido tropical ou subtropical.